# Dopolavoro Aziendale V.I.S.A. 1942-1943
Questa voce raccoglie le informazioni riguardanti il Dopolavoro Aziendale V.I.S.A. nelle competizioni ufficiali della stagione 1942-1943.

## Rosa
| N. |                    | Ruolo | Calciatore         |
| -- | ------------------ | ----- | ------------------ |
|    | Albania (bandiera) | A     | Dino Biçaku        |
|    | Albania (bandiera) | A     | Vasif Biçaku       |
|    | Italia (bandiera)  | D     | Alberto Bobbiesi   |
|    | Italia (bandiera)  | C     | Luigi Bossi        |
|    | Italia (bandiera)  | P     | Emilio Buttarelli  |
|    | Italia (bandiera)  | A     | Amleto Campagnoli  |
|    | Italia (bandiera)  | C     | Cestagalli         |
|    | Italia (bandiera)  | P     | G. Casali          |
|    | Italia (bandiera)  | D     | Paolo Cocciu       |
|    | Italia (bandiera)  | D     | Vittorio Corradini |
|    | Italia (bandiera)  | A     | Corsi              |
|    | Italia (bandiera)  | A     | Faggion            |
|    | Italia (bandiera)  | A     | Ferrari            |

| N. |                     | Ruolo | Calciatore             |
| -- | ------------------- | ----- | ---------------------- |
|    | Italia (bandiera)   | C     | Grossi                 |
|    | Italia (bandiera)   | C     | Goacomo Mangiarotti    |
|    | Italia (bandiera)   | A     | R. Montagna            |
|    | Italia (bandiera)   | C     | Costantino Moretti (I) |
|    | Italia (bandiera)   | D     | Moretti (II)           |
|    | Italia (bandiera)   | A     | F. Pedrazzani          |
|    | Italia (bandiera)   | D     | Rigotti                |
|    | Italia (bandiera)   | A     | Mario Torti            |
|    | Italia (bandiera)   | C     | Walter Trapani         |
|    | Italia (bandiera)   | A     | Vidali (II)            |
|    | Italia (bandiera)   | C     | R. Zampieri (I)        |
|    | Svizzera (bandiera) | A     | Giovanni Zintgraff     |